# Who Am I: Kein System ist sicher
Who Am I: Kein System ist sicher (em alemão:  Quem Sou Eu: Nenhum Sistema É Seguro; lançado no Brasil como Os Invasores) é um thriller alemão de 2014 dirigido por Baran bo Odar. Foca em um grupo de hackers de Berlim em sua busca por fama mundial. Foi exibido na seção de Cinema Contemporâneo do Mundo no Festival Internacional de Cinema de Toronto de 2014. O filme foi filmado em Berlim e Rostock.
A Warner Brothers fechou um contrato em 2014 para fazer um remake do longa.

## Enredo
Benjamin Engel, um hacker de Berlim, está em uma sala de interrogatório com Hanne Lindberg, a chefe da Divisão cibernética da Europol. Hanne diz que Benjamin pediu para ser interrogado e que ele tem informações sobre o FRI3NDS, um famoso grupo de hackers ligado à máfia cibernética russa, e MRX, um famoso hacker conhecido em toda a Darknet, e diz a ela que ele poderia dar todas as informações a ela se ela o ouvir. Sem escolha, ela aceita.
Benjamin lembra que ele se vê como um super-herói, tendo as condições certas: como muitos heróis, ele não tem pais; o pai o deixou quando ele nasceu e a mãe se matou quando ele tinha 8 anos. Ele vive com sua avó doente e considera a invisibilidade como seu super poder, pois não era notado no tempo na escola por ser muito tímido. Contudo, ele tinha um talento para a programação e começou a hackear com 14 anos; navegando na Darknet e encontrando seu ídolo de hacking MRX. Contudo, ele não conseguiu entrar na faculdade e teve de trabalhar como entregador de pizza para pagar suas contas. Numa noite, ele entrega pizzas para um grupo de universitários, incluindo Marie, sua paixão da escola. Ele descobre que ela não sabe o suficiente para uma prova que está prestes a fazer, e decide hackear os servidores da universidade para acessar a prova, mas é pego por um segurança e preso. Por não ter antecedentes criminais, sua condenação é prestar serviços comunitários como gari.
Enquanto limpa ruas, ele conhece Max, também hacker, e o oposto de Benjamim; carismático, arrogante e confiante. Ele explica o conceito de engenharia social como a maior forma de hackear, e depois de se provar um hacker, apresenta-o a seus colegas: Stephan e Paul. Eles decidem formar um grupo de hackers, batizado como "Clowns Laughing at You" ("Palhaços Rindo de Você"), ou simplesmente CLAY. Ao mesmo tempo, Benjamin é forçado a enviar sua avó para uma casa de repouso onde ela poderá ser melhor tratada de seu mal de Alzheimer; assim, eles passam a usar a casa dele como QG. Por meio de pequenos ataques, eles causam confusão em Berlim e começam a chamar a atenção, mas MRX os despreza como meros amadores. Furioso, Max quer realizar ataques mais engenhosos, e Benjamin sugere que eles ataquem a sede do BND.
Usando  métodos como dumpster diving e phishing para obter acesso ao edifício do BND, eles conseguem invadir os servidores internos e hackeam as impressoras para que elas imprimam inúmeras cópias do logo deles e a frase "kein System ist sicher" ("nenhum sistema é seguro"), o que finalmente impressiona MRX. Contudo, ao visitarem uma balada para comemorar, Benjamin vê Max e Marie se beijando. Furioso, ele os impede de entrar na casa dele e xinga Marie. Ele então contata MRX e o oferece informação valiosa obtida no ataque ao BND, o que impressiona ainda mais MRX. No dia seguinte, o grupo retorna ao QG, mas Benjamin ainda está furioso e briga com Max. Enquanto isso, Paul vê no noticiário televisivo que um dos membros do FRI3NDS, apelidado de Krypton, foi assassinado. Benjamin admite que ele deu informações do BND para MRX e, após verificá-las, descobre que elas expõem Krypton como um agente duplo, trabalhando com Hanne para expor MRX e o FRI3NDS. Agora, o CLAY é taxado como um grupo terrorista por ter hackeado as informações.
Buscando limpar o nome deles com relação ao assassinato, Benjamin contata MRX, que pede que eles hackeiem o banco de dados da Europol em troca da identidade verdadeira dele, cedendo-os uma ferramenta para ajudar no trabalho. Após dissolverem seus discos rígidos em ácido e colocarem fogo na casa para apagar evidências, eles viajam para a sede da Europol em Haia para tentar invadir o local. O prédio parece inviolável, mas Benjamin percebe que um jovem de um grupo escolar que visitava o local deixa cair seu cartão de visitante. Usando as táticas de engenharia social de Max, Benjamin consegue entrar no prédio enganando um guarda e implanta um dispositivo de hackeamento. Ele então invade o sistema da Europol e obtém um acesso para MRX, mas com um cavalo de troia duplo escondido para expor MRX. O hacker, contudo, prevê isso e invade a webcam de Benjamin por meio da ferramenta emprestada ao CLAY, tirando uma foto dele e expondo-o. Benjamim é forçado a fugir de capangas  de MRX que  chegam ao local. Então ele se esconde no metrô.
Mais tarde, Benjamin volta ao hotel onde estava com seus três colegas, mas os encontra mortos. Sabendo que também é um alvo, ele decide se entregar a Hanne, o que leva o filme de volta à sua cena inicial. Hanne, que foi suspensa por não conseguir prender o grupo antes e está decidida a capturar os FRI3NDS e MRX, concorda em colocá-lo num programa de proteção a testemunhas se ele ajudá-lo a capturá-los. Benjamin se loga como MRX e finge ser um delator, o que enfurece o verdadeiro MRX e o faz vasculhar a Darknet sem tomar os devidos cuidados antes. Isso permite a Benjamin localizá-lo em um café em Nova Iorque, onde ele é capturado pelo FBI e desmascarado como um estadunidense de 19 anos.
Enquanto concorda em incluir Benjamin no programa de proteção, Hanne começa a perceber falhas na história que a levam a crer que os amigos de Benjamin são todos inventados. Posteriormente, ela visita o médico de Benjamin, que explica a ela que a mãe dele tinha transtorno dissociativo de identidade e cometeu suicídio por causa disso, e que o problema é geneticamente transmissível. Ela deduz então que todas as ações do CLAY foram feitas exclusivamente por Benjamin, que viu seus amigos apenas em alucinações. Hanne o confronta sobre isso, e ele se desespera, pois pessoas com transtornos mentais não podem entrar no programa de proteção. Hanne então muda de ideia e prossegue com a inclusão dele no programa. O programa, que é literalmente um programa (de computador), permite a Benjamin alterar sua identidade. Ao deixá-lo em um lugar não identificado, Hanne explica que o deixou ir porque acredita que ele realmente quer ficar invisível, e o deixa ir embora com a condição de que nunca volte a hackear.
Benjamin, com o cabelo tingido de loiro, é visto sozinho em um cruzeiro. Logo, Marie, Max, Stephan e Paul se juntam e ele. Em uma narração, ele explica que realizou "o maior hackeamento de "engenharia social". Em flashbacks, o filme mostra que, ao retornar ao hotel, Benjamin encontrou seus companheiros vivos. Ele os aconselha a fugirem, mas eles se recusam a abandoná-lo. Quando Marie os visita e confirma que pessoas com transtornos mentais não podem entrar no programa de proteção a testemunhas, eles bolam o plano que Benjamin armou contra Hanne, incluindo a história com erros propositais. É revelado também que Benjamin não mudou sua identidade - ele simplesmente a apagou sem que Hanne percebesse. Ele conclui que a investigadora eventualmente descobrirá tudo, mas não fará nada, pois terá conseguido o que queria. Com efeito, numa coletiva de imprensa sobre a captura dos FRI3NDS e de MRX, Hanne é vista sorrindo ao descobrir a verdade.

## Elenco
- Tom Schilling como Benjamin Engel
- Elyas M'Barek como Max
- Hannah Herzsprung como Marie
- Wotan Wilke Möhring como Stephan
- Antoine Monot Jr. como Paul
- Trine Dyrholm como Hanne Lindberg
- Stephan Kampwirth como Martin Bohmer